# Agrupación Independiente
Agrupación Independiente fue el nombre que adoptó un grupo parlamentario en el Senado de España durante la legislatura constituyente (1977-1979). Estaba compuesto por trece senadores, todos de designación real.
Sus miembros eran Justino de Azcárate (que era el portavoz del grupo), Gloria Begué Cantón, Jaime Carvajal y Urquijo, Camilo José Cela, Enrique Fuentes Quintana, Domingo García-Sabell, Antonio González y González, Julián Marías, Carlos Ollero, José Ortega Spottorno, Martín de Riquer (que abandonó el grupo en agosto de 1978 para pasar al grupo Entesa dels Catalans), José Luis Sampedro y Víctor de la Serna.